# The Little Things That Give You Away
The Little Things That Give You Away és una nova cançó del grup irlandès U2, estrenada en directe durant la gira The Joshua Tree Tour 2017, i que formarà part del nou àlbum de la banda Songs of Experience, la continuació de l'àlbum Songs of Innocence editat el 2014. La cançó va ser interpretada per primera vegada al BC Place Stadium de Vancouver (Canadà) el dia 12 de maig de 2017, en el primer xou de la gira, i s'ha interpretat en 14 dels concerts de la mateixa, entre ells, el concert que van oferir el 18 de juliol a l'Estadi Olímpic Lluís Companys de Barcelona. En aquest concert, Bono va comentar al públic, que segons The Edge el nou àlbum veuria la llum a finals d'any.